# Lech Ludwik Madaliński

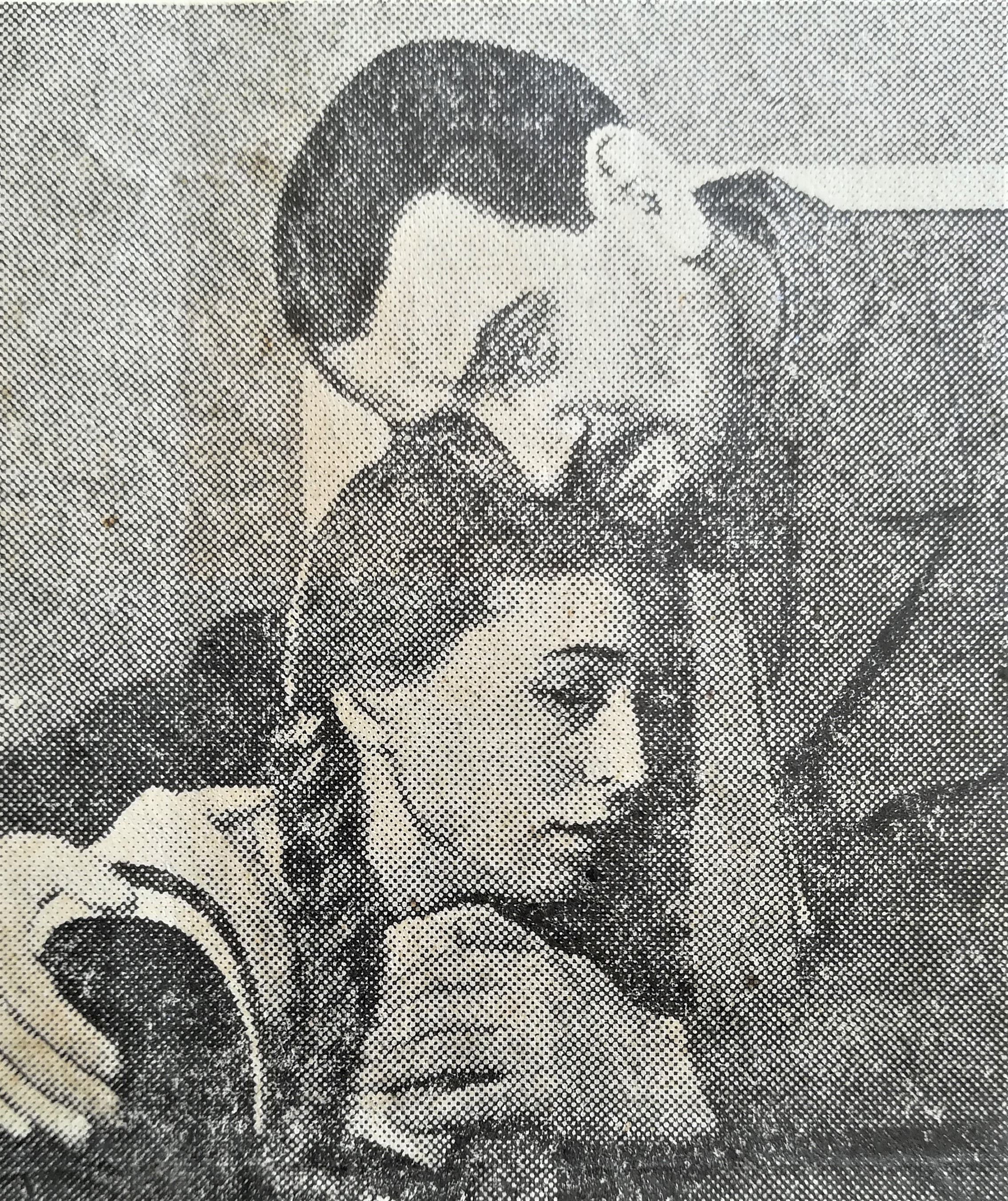
Z Haliną Mikołajską w Ocaleniu Jakuba Jerzego Zawieyskiego (Kraków, 1947)

Lech Ludwik Madaliński (ur. 4 lipca 1900 w Szamotułach, zm. 30 lipca 1973 w Warszawie) – polski aktor.

## Życiorys
Urodził się w rodzinie Stanisława i Marii z Rakowiczów. Ukończył szkołę średnią w Poznaniu (1917), następnie był słuchaczem niemieckiej szkoły dramatycznej Gotscheidta i Malena. Wtedy też zadebiutował na scenie i wystąpił w filmie produkcji polsko-niemieckiej. W 1918 brał udział w powstaniu wielkopolskim. W 1919 występował w Teatrze Garnizonowym 3 Pułku Strzelców Wielkopolskich, w lutym 1920 z zespołem Ludwika Dybizbańskiego grał w Gdańsku, w maju 1920 został zaangażowany do Teatru Miejskiego w Bydgoszczy. W sezonie 1920/21 grał w Teatrze Miejskim w Inowrocławiu, w sezonie 1921/22 w Teatrze Narodowym w Poznaniu, w latach 1922–1925 występował w Bydgoszczy. W sezonie 1925/26 był w zespole Teatru Polskiego w Katowicach, z którym w miesiącach letnich 1926 występował w Teatrze Uzdrowiskowym w Ciechocinku. Od sezonu 1927/28 związany ze scenami łódzkimi: do 1930 z Teatrem Popularnym i Robotniczym, w latach 1930–1933 z Teatrem Miejskim. W sezonach letnich 1931 i 1932 brał udział w przedstawieniach Teatru Letniego w łódzkim Parku Staszica. Na sezon 1933/34 został zaangażowany do Teatrów Miejskich w Wilnie, w latach 1934–1936 ponownie w Teatrach Miejskich w Łodzi, w latach 1936–1939 w Teatrach Miejskich we Lwowie, 1939–1941 w Polskim Teatrze Dramatycznym we Lwowie. 
W czasie okupacji niemieckiej brał udział w ruchu konspiracyjnym, walczył w powstaniu warszawskim. 
Po II wojnie światowej, na początku 1945 prawdopodobnie znalazł się w zespole Teatru Miejskiego w Łodzi. W sezonie 1945/46 był aktorem Starego Teatru w Krakowie, w latach 1946–1948 Teatrów Dramatycznych w Krakowie, w sezonie 1948/49 grał w Tetrze Rozmaitości w Warszawie, a w 1949 gościnnie w Teatrze Ziemi Rzeszowskiej. W sezonie 1949/50 występował początkowo gościnnie, a od 1 lutego 1950 do 1952 stale w zespole Teatru Śląskiego w Katowicach, w latach 1952–1962 w Teatrze Polskim w Warszawie (jesienią 1955 gościnnie w Teatrze im. Juliusza Słowackiego w Krakowie), w latach 1962–1973 w Teatrze Narodowym w Warszawie. Od 1951 występował w słuchowiskach Teatru Polskiego Radia, od 1957 w spektaklach Teatru Telewizji. Występował w filmach, m.in. w filmie Nikodem Dyzma z 1956 odtwarzał rolę Wacława Waredy. 
19 stycznia 1955 na wniosek Ministra Kultury i Sztuki został odznaczony Medalem 10-lecia Polski Ludowej. 
W maju 1973 otrzymał tytuł członka zasłużonego SPATiF-ZASP.  
Był mężem Adeli Eugenii z Artztów, reżysera radiowego. 
Zmarł w Warszawie, pochowany na cmentarzu ewangelicko-augsburskim (aleja 21, grób 33).